# マタハウ空港
マタハウ空港（インドネシア語: Bandar Udara Mau Hau）は、インドネシア共和国スンバ島内の東ヌサ・トゥンガラ州ワインガプにある空港。別名ワインガプ空港（英: Waingapu Airport）。

## 就航路線
- ペリタ航空（デンパサール、マウメレ）